# Radio DauerWelle
Radio DauerWelle, auch Campusradio DauerWelle, ist das Hochschulradio für und von Studierenden der Goethe-Universität Frankfurt am Main. 
Das deutschsprachige Hochschulradio wurde 2013 als Tochter des Weiterbildungsprogramms Buch- und Medienpraxis der Universität gegründet, ist aber redaktionell eigenständig. Die Beiträge zu universitären oder Frankfurter Lokalthemen werden vor allem von Studierenden der Universität erstellt und können ausschließlich online über die Website oder als Podcast empfangen werden. 